# Ștukar, Veselînove
Ștukar (în ucraineană Штукар) este un sat în comuna Stavkî din raionul Veselînove, regiunea Mîkolaiiv, Ucraina.

## Demografie
Componența lingvistică a localității Ștukar
     Ucraineană (94,86%)
     Română (2,8%)
     Rusă (2,1%)
Conform recensământului din 2001, majoritatea populației localității Ștukar era vorbitoare de ucraineană (94,86%), existând în minoritate și vorbitori de română (2,8%) și rusă (2,1%).